# Yurii Voronoy
Yurii Voronoy (Pryluky, 9 de agosto de 1895 – Kiev, 13 de mayo de 1961) fue un cirujano ucraniano. Es recordado por el primer intento de trasplante de riñón entre humanos en 1933.

## Biografía
Yuri Yurijevich Voronoy nació en un pequeño pueblo cerca de Pryluky. Su padre, Georgy, fue un matemático famoso por la definición del Diagrama di Voronoi.
En 1921 terminó la carrera de medicina en Kiev. Fue miembro del Departamento de cirugía en Járkov de 1926 a 1931. En 1931, Voronoy se mudó de Járkov a Jersón y esta promoción le dio nuevas responsabilidades para el tratamiento quirúrgico de emergencia y la medicina.
En Ucrania, durante el periodo del Holodomor, el 3 de abril de 1933, Voronoy realizó el primer trasplante de riñón de aloinjerto humano. La paciente falleció el 5 de abril. En 1936 publicó la audaz intervención en la revista española El Siglo Médico. El artículo apareció en la sección de “divulgaciones científicas de actualidad”. Recibió el larguísimo título de “Sobre el bloqueo del aparato reticuloendotelial del hombre en algunas formas de intoxicación por el sublimado y sobre la trasplantación del riñón cadavérico como método de tratamiento de la anuria consecutiva a aquella intoxicación”.
En 1950 Voronoy pasa a ser profesor de Cirugía experimental y en 1953 Jefe del Instituto de Transfusión Sanguínea y Cirugía traumática en Kiev. Falleció en esa ciudad en 1961.

## Intervención quirúrgica y valoración
La primera paciente que recibió un trasplante renal fue una mujer de 26 años con una intoxicación por cloruro de mercurio en un intento de suicidio. Le produjo coma y un fallo renal.  Recibió el riñón de un hombre de 60 años fallecido por un trauma cráneoencefálico. El riñón fue trasplantado en la región inguinal derecha a modo de máquina de diálisis. Funcionó dos días precariamente.
Como no consta ningún intento previo de trasplante renal, la operación de Voronoy sería la primera. Tiene interés como anécdota. Como técnica fue un paso en falso con dos límites prácticos y otro más teórico. Los límites prácticos fueron la extracción del órgano con tiempo de isquemia prolongado y el segundo fue no tener en cuentra el rechazo del órgano por incompatibilidad inmunológica. El límite teórico es que un riñón conectado a una extremidad solamente es útil para fallos renales agudos, graves y transitorios. La medicina encontró la solución adecuada para esos casos en la hemodiálisis, puesta en práctica con éxito en 1943 por Willem Johan Kolff.